# Noot (juridisch)

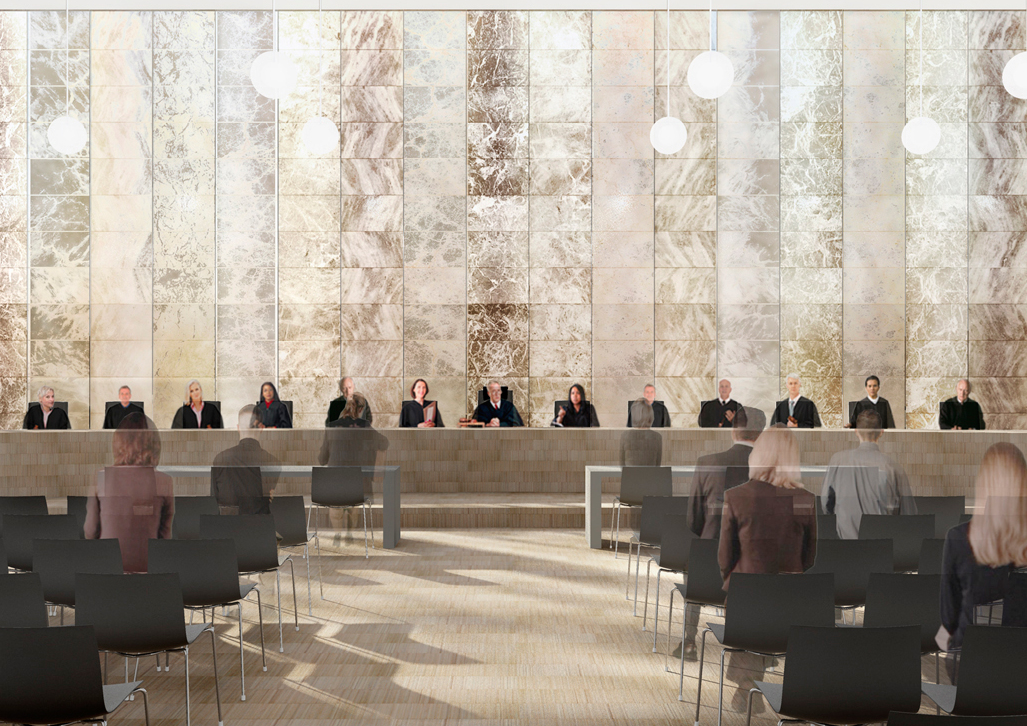
Hoge Raad der Nederlanden - grote zittingszaal

Een noot of annotatie is in juridische zin een rechtsgeleerd commentaar op de inhoud van een vonnis, arrest of uitspraak van een rechter of rechterlijk college, geplaatst bij die uitspraak in een juridisch tijdschrift.  
Het commentaar wordt verzorgd door een onafhankelijke specialist, annotator genoemd, gewoonlijk een advocaat, notaris, fiscalist, wetenschappelijk medewerker of hoogleraar die haar of zijn sporen in de rechtswetenschap of rechtspraktijk heeft verdiend. In een noot hoort in de eerste plaats duidelijk te worden gemaakt wat de uitspraak zo bijzonder maakt dat deze een annotatie verdient. De uitspraak wordt vaak in en breder kader geplaatst, er worden vergelijkbare of afwijkende uitspraken bij gehaald, de juridische grondslagen worden uitgelegd en er wordt een eigen juridische zienswijze op de uitspraak gegeven of op de juridische puzzel die partijen tot onenigheid bracht. Het kan zijn dat de annotator het om bepaalde juridische redenen (op onderdelen) niet eens is met de uitspraak, of met de manier waarop men daartoe is gekomen. Dat betekent niet zonder meer dat de annotator de uitspraak onjuist vindt, rechtspraak is vaak letterlijk wikken en wegen en knopen doorhakken, waarbij het recht niet zelden meerdere mogelijkheden biedt.
In Nederland zijn enkele bekende tijdschriften waar belangwekkende jurisprudentie en noten worden gepubliceerd de Nederlandse Jurisprudentie (NJ), AB Rechtspraak Bestuursrecht, Jurisprudentie Arbeidsrecht (JAR), de Praktijkgids en het Nederlands Tijdschrift voor Fiscaal Recht. Ars Aequi (AA), een tijdschrift hoofdzakelijk gericht op rechtenstudenten, heeft ook een annotatierubriek, die door de rechtspraktijk veel wordt gelezen.  

## Kenmerken
Kenmerkend voor een noot is dat deze onder tijdsdruk moet worden geschreven, want de uitspraak moet snel worden gepubliceerd. De inhoud is daardoor sterk afhankelijk van de parate kennis en juridische opvattingen van de schrijver; van zijn talent in informatiemanagement en van de kwaliteit van het team medewerkers om hem heen. Dit in tegenstelling tot een in rust geschreven wetenschappelijk artikel, waar veel tijd voor onderzoek en studie is. Met als nadeel dat sommige annotatoren vaak vaste 'stokpaardjes' berijden, wat hun noten voorspelbaar maakt. Verder wordt doorgaans niet met de naam van de annotator ondertekend, maar met diens initialen.  

## Rechtsvorming
Noten spelen een belangrijke rol in de ontwikkeling van het recht, naast uitspraken (jurisprudentie), de conclusies van de Advocaat-Generaal bij de Hoge Raad en wetenschappelijke literatuur. Ze worden door praktijkmensen als inspiratiebron gebruikt voor andere rechtszaken, door wetenschappers om er op aan te sluiten in een artikel, door rechters als reflectie op hun werk of door politici om voeling te houden met mogelijke veranderingen in de maatschappij.